# Баштанська міська рада
Башта́нська міська́ ра́да — адміністративно-територіальна одиниця та орган місцевого самоврядування в Баштанському районі Миколаївської області. Адміністративний центр — місто Баштанка.

## Загальні відомості
Баштанська міська рада утворена в 1909 році.
- Територія ради: 7,14 км²
- Населення ради: 13 685 осіб (станом на 2001 рік)

## Населені пункти
Міській раді підпорядковані населені пункти:
- м. Баштанка
- с-ще Андріївка
- с. Зелений Яр
- с. Трудове
- с. Шевченко

## Склад ради
Рада складається з 26 депутатів та голови.
- Голова ради: Рубський Іван Васильович
- Секретар ради: Луценко Людмила Іванівна

### Керівний склад попередніх скликань
| Прізвище, ім'я, по батькові   | Основні відомості                                                       | Дата обрання | Дата звільнення |
| ----------------------------- | ----------------------------------------------------------------------- | ------------ | --------------- |
| Рибаченко Володимир Федорович | Міський голова, 1953 року народження, освіта вища, безпартійний         | 26.03.2006   | 31.10.2010      |
| Рибаченко Володимир Федорович | Міський голова, 1953 року народження, освіта вища, член Партії регіонів | 31.10.2010   |                 |

Примітка: таблиця складена за даними сайту Верховної Ради України

### Депутати
За результатами місцевих виборів 2010 року депутатами ради стали:

#### За суб'єктами висування
| Суб'єкт висування                                       | Кількість обраних депутатів | %    |
| ------------------------------------------------------- | --------------------------- | ---- |
| Партія регіонів                                         | 22                          | 73,3 |
| Політична партія Всеукраїнське об'єднання «Батьківщина» | 3                           | 10   |
| Комуністична партія України                             | 2                           | 6,7  |
| Народна партія                                          | 2                           | 6,7  |
| Політична партія «Фронт Змін»                           | 1                           | 3,3  |

#### За округами
| № округу                                                | Прізвище, ім'я, по батькові      | Дата визнання обраним | Освіта             | Партійна приналежність                        | Відомості про обраного депутата |
| ------------------------------------------------------- | -------------------------------- | --------------------- | ------------------ | --------------------------------------------- | --- |
| Комуністична партія України                             |                                  |                       |                    |                                               | |
| б/м                                                     | Гібець Микола Ілліч              | 03.11.2010            | вища               | член Комуністичної партії України             | Баштанська ЦРЛ, лікар |
| б/м                                                     | Мурза Володимир Іванович         | 03.11.2010            | середня спеціальна | член Комуністичної партії України             | ПП Ткаленко В., головний інженер |
| Народна Партія                                          |                                  |                       |                    |                                               | |
| б/м                                                     | Герасимлюк Микола Васильович     | 03.11.2010            | вища               | член Народної партії                          | Баштанський районний комітет профспілки працівників агропромислового комплексу, голова районного комітету профспілки працівників агропромислового комплексу |
| б/м                                                     | Кушнір Олена Іванівна            | 03.11.2010            | вища               | позапартійна                                  | Баштанська гімназія, директор Баштанської гімназії |
| Партія регіонів                                         |                                  |                       |                    |                                               | |
| б/м                                                     | Гриневич Людмила Миколаївна      | 03.11.2010            | вища               | член Партії регіонів                          | Баштанська районна державна адміністрація, заступник голови                                                                                                 |
| б/м                                                     | Маламуж Олександр Анатолійович   | 03.11.2010            | вища               | член Партії регіонів                          | приватний підприємець |
| б/м                                                     | Тарантай Олександр Володимирович | 03.11.2010            | вища               | член Партії регіонів                          | Баштанська ЦРЛ, головний лікар |
| б/м                                                     | Сокуренко Сергій Володимирович   | 03.11.2010            | середня            | член Партії регіонів                          | приватний підприємець |
| б/м                                                     | Славінський Олександр Дмитрович  | 03.11.2010            | вища               | член Партії регіонів                          | Контрольно-ревізійний відділ у Баштанському районі, начальник                                                                                               |
| б/м                                                     | Болтрушко Ігор Юрійович          | 03.11.2010            | вища               | член Партії регіонів                          | Комунальна організація «Правопорядок», начальник |
| б/м                                                     | Чічков Юрій Валерійович          | 03.11.2010            | середня            | член Партії регіонів                          | приватний підприємець |
| 1                                                       | Комариста Людмила Вікторівна     | 03.11.2010            | вища               | член Партії регіонів                          | Будинок дитячої творчості, директор |
| 2                                                       | Погребняк Семен Якович           | 03.11.2010            | середня            | член Партії регіонів                          | Баштанська міська рада, заступник міського голови |
| 3                                                       | Дерев'янко Валентин Васильович   | 03.11.2010            | вища               | член Партії регіонів                          | Баштанська загальноосвітня школа I-III ст., вчитель |
| 4                                                       | Чепурна Марина Вікторівна        | 03.11.2010            | вища               | член Партії регіонів                          | Баштанська гімназія, вчитель |
| 5                                                       | Бондар Олександр Миколайович     | 03.11.2010            | вища               | член Партії регіонів                          | Баштанська санітарно-епідеміологічна станція, головний державний санітарний лікар                                                                           |
| 6                                                       | Крамаренко Олександр Васильович  | 03.11.2010            | середня            | член Партії регіонів                          | Баштанська міська рада, спеціаліст по роботі з молоддю |
| 7                                                       | Іванішин Олександр Степанович    | 03.11.2010            | середня            | член Партії регіонів                          | ПП «Іванішин», підприємець |
| 8                                                       | Тарасов Олександр Іванович       | 03.11.2010            | середня            | член Партії регіонів                          | ПП «Тарасов О. І.» ТОВ «Миколаїв Авто», начальник |
| 9                                                       | Процак Олександр Володимирович   | 03.11.2010            | вища               | член Партії регіонів                          | Баштанська райдержадміністрація, заступник голови райдержадміністрації                                                                                      |
| 10                                                      | Дениско Світлана Григорівна      | 03.11.2010            | вища               | член Партії регіонів                          | Управління праці та соціального захисту населення, головний бухгалтер                                                                                       |
| 11                                                      | Гавва Сергій Миколайович         | 03.11.2010            | вища               | член Партії регіонів                          | ЗАТ «Баштанський сирзавод», головний інженер |
| 12                                                      | Єсипенко Сергій Дмитрович        | 03.11.2010            | середня            | член Партії регіонів                          | ЗАСТ «Зоря Інгулу», головний інженер |
| 13                                                      | Годін Олександр Петрович         | 03.11.2010            | вища               | член Партії регіонів                          | Філія Баштанський райавтодор ДП «Миколаївський облавтодор», начальник                                                                                       |
| 14                                                      | Зюзько Ганна Станіславівна       | 03.11.2010            | вища               | член Партії регіонів                          | Баштанська міська рада, секретар |
| 15                                                      | Чорноусов Андрій Федорович       | 03.11.2010            | середня            | член Партії регіонів                          | Фермерське господарство, одноосібник |
| Політична партія Всеукраїнське об'єднання «Батьківщина» |                                  |                       |                    |                                               | |
| б/м                                                     | Заболотня Лідія Іванівна         | 03.11.2010            | вища               | член Всеукраїнського об'єднання «Батьківщина» | тимчасово не працює |
| б/м                                                     | Гусєв Юрій Олександрович         | 03.11.2010            | вища               | член Всеукраїнського об'єднання «Батьківщина» | приватний підприємець |
| б/м                                                     | Пшиченко Ірина Василівна         | 03.11.2010            | вища               | член Всеукраїнського об'єднання «Батьківщина» | тимчасово не працює |
| Політична партія «Фронт Змін»                           |                                  |                       |                    |                                               | |
| б/м                                                     | Атнажева Ліля Михайлівна         | 03.11.2010            | вища               | член Політичної партії «Фронт Змін»           | Баштанське УЕГГ, провідний економіст |